# Avenue de la Porte-Brancion
L’avenue de la Porte-Brancion est une voie du 15e arrondissement de Paris. 

## Origine du nom

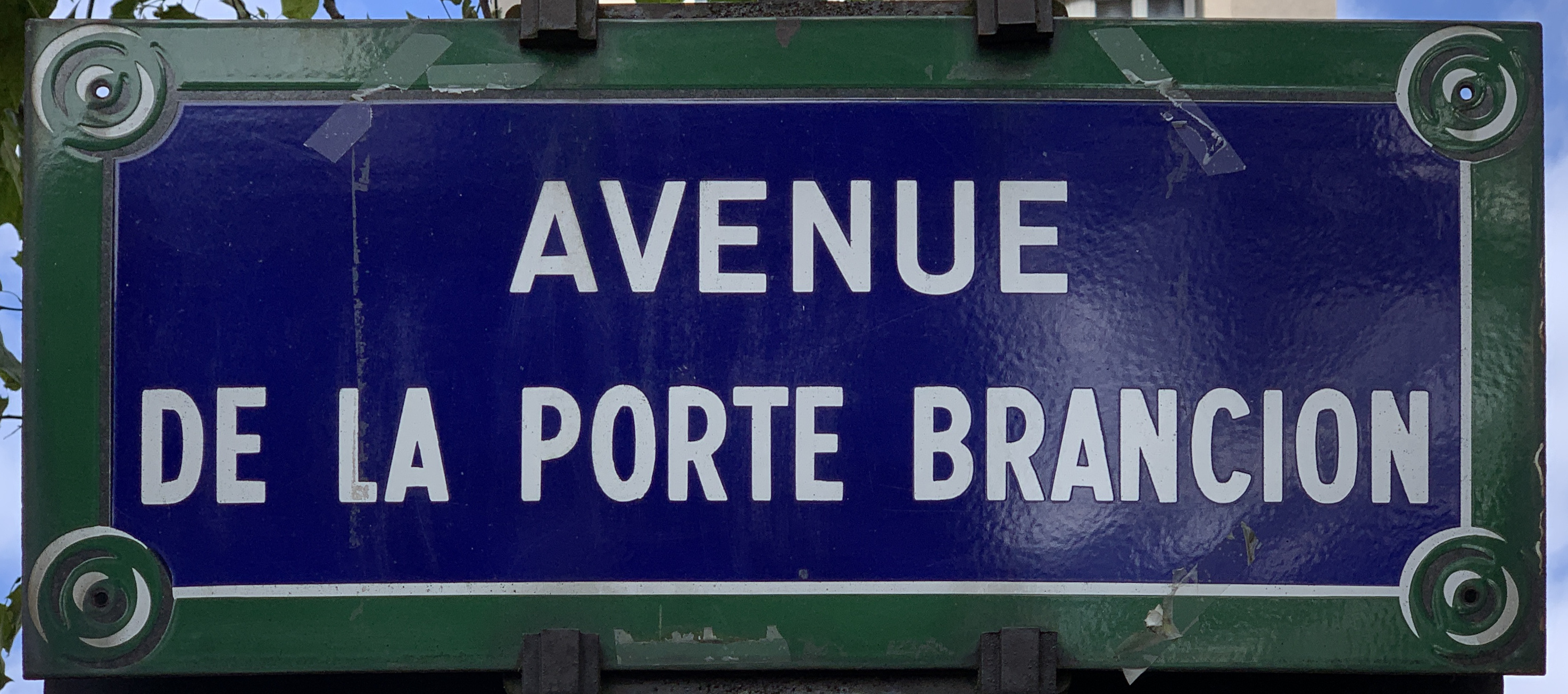
Plaque de l'avenue.

Elle porte ce nom car elle est située en partie sur l'emplacement de l'ancienne porte Brancion de l'enceinte de Thiers à laquelle elle mène.

## Historique
La voie a été créée en 1927. La partie située entre le boulevard Lefebvre et l'avenue Albert-Bartholomé a été aménagée entre les bastions nos 74 et 75 de l'enceinte de Thiers. Le prolongement faisait partie de la rue de Paris à Vanves, aujourd'hui rue Jean-Bleuzen, et a été annexé par la ville de Paris en 1925.

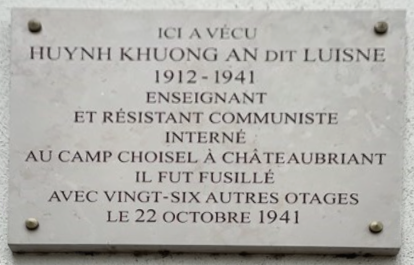

- No 6 : le militant communiste et résistant d'origine indochinoise Huỳnh Khương An (1912-1941) y a vécu. Une plaque lui rend hommage.